# Émile Eudes
Pour les articles homonymes, voir Eudes.
Émile François Désiré Eudes, dit Émile Eudes, né le 12 septembre 1843 à Roncey (Manche) et mort le 5 août 1888 à Paris, est un journaliste, libre-penseur, leader blanquiste sous le Second Empire avec Louis-Auguste Blanqui puis général durant la Commune de Paris. Sous la Troisième République, il participe avec Édouard Vaillant et Ernest Granger à la création du Comité révolutionnaire central (CRC). 

## Biographie
Fils de Jean-Baptiste Eudes, maréchal-ferrant originaire d'Ouville et de Céleste Potier, blanchisseuse originaire de Granville, il est le dernier enfant d'une fratrie de six. Il commence ses études au collège de Saint-Lô, devient bachelier à dix-sept ans et poursuit des études de pharmacie à Paris où il rencontre Victorine Louvet qui deviendra sa femme. Il habite alors à Plaisance.
Il fréquente les milieux révolutionnaires, se définissant comme blanquiste, libre-penseur et anticlérical engagé. Pendant quelque temps, il tient une librairie et il devient gérant de La Libre Pensée fondée le 21 octobre 1866.

### Commune de Paris
Le 14 août 1870, il participe, avec Brideau, à la vaine attaque blanquiste contre la caserne des pompiers de La Villette, afin de trouver des armes, ce qui lui valut d'être condamné à mort une première fois, malgré la défense de Gambetta. Il fut fait prisonnier à la prison Sainte-Pélagie. Au cours du voyage pour aller visiter son mari, sa femme croise à nouveau le chemin de Louise Michel qui s'y dirigeait dans le même but. Durant l'instruction de son procès, Victorine Eudes refuse de dénoncer Auguste Blanqui, cerveau de l'attaque. Il fut sauvé in extremis par la défaite de Sedan.
Durant le siège de Paris par les Allemands (septembre 1870-mars 1871), il devient membre du Comité central républicain des Vingt arrondissements, et capitaine du 138e bataillon de la Garde nationale, mais il est destitué pour avoir participé à l'insurrection populaire du 31 octobre.
Le 18 mars 1871, à la tête du bataillon de Belleville, il s'empare de l'hôtel de ville. Le 24 mars, le Comité Central de la Garde Nationale le nomme délégué à la guerre. Le 26 mars, il est élu membre du comité central de la Commune dans le 11e arrondissement par 19 276 voix sur 25 183 votants. C'est sur sa proposition que l'Assemblée prend le nom de la Commune (18 mars-27 mai 1871). Il conduit assisté par Ranvrier et Avrial, l'une des trois tentatives de sorties menées le 3 avril 1871, par la Commune de Paris pour s'emparer de Versailles, il conduit une colonne de 10 000 hommes et de 8 canons. Mais cette tentative se soldera par une défaite fédérée.
Promu général et durant la « semaine sanglante » (21-28 mai 1871), il se bat vaillamment sur les barricades de la rue de Rennes, au carrefour de la Croix Rouge, avant de se replier à la mairie du 11e arrondissement. Le 28 mai, la résistance a cessé, la répression continue.

### Condamnation et exil
Il échappe de justesse à la répression versaillaise et parvient à s'enfuir en Suisse avec femme et enfants. Condamné à mort par contumace, il se réfugie ensuite à Londres où il se lie d'amitié avec Karl Marx. Pour vivre, il gagne Édimbourg et devient, sous le nom de Robert, professeur de français à l’école royale navale de Yarmouth, institution réservée à l'élite de la jeunesse aristocratique britannique.

### Amnistie et activités révolutionnaires
Après l'amnistie du 3 mars 1879, il rentre à Paris où il s'empresse de reprendre ses activités révolutionnaires en fondant l'association « Ni Dieu, ni maître » et en devenant vice-président de la « Ligue pour l'abolition de l'armée permanente ». Grâce à la générosité d'Henri Rochefort, il devient rédacteur en chef de L'Homme libre et poursuit son combat révolutionnaire jusqu'à son dernier souffle. Il meurt d'une crise cardiaque en prononçant un discours enflammé devant des terrassiers en grève. Ses obsèques au cimetière du Père-Lachaise, sont suivies par une foule immense et, sur sa tombe Louise Michel et bien d'autres lui rendirent le dernier hommage.

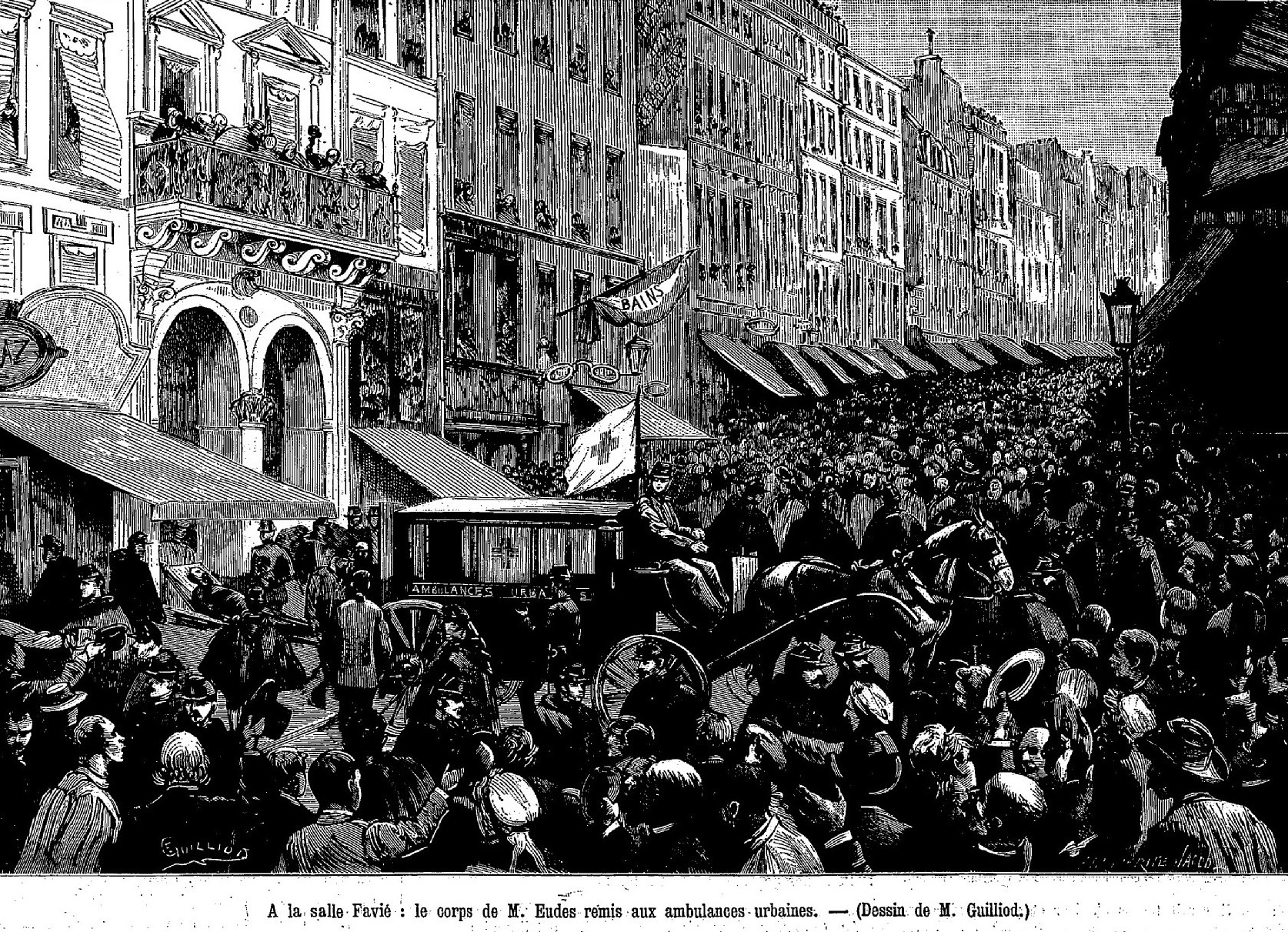
Émile Eudes (sur le brancard tout à gauche) mort remis aux ambulances urbaines.
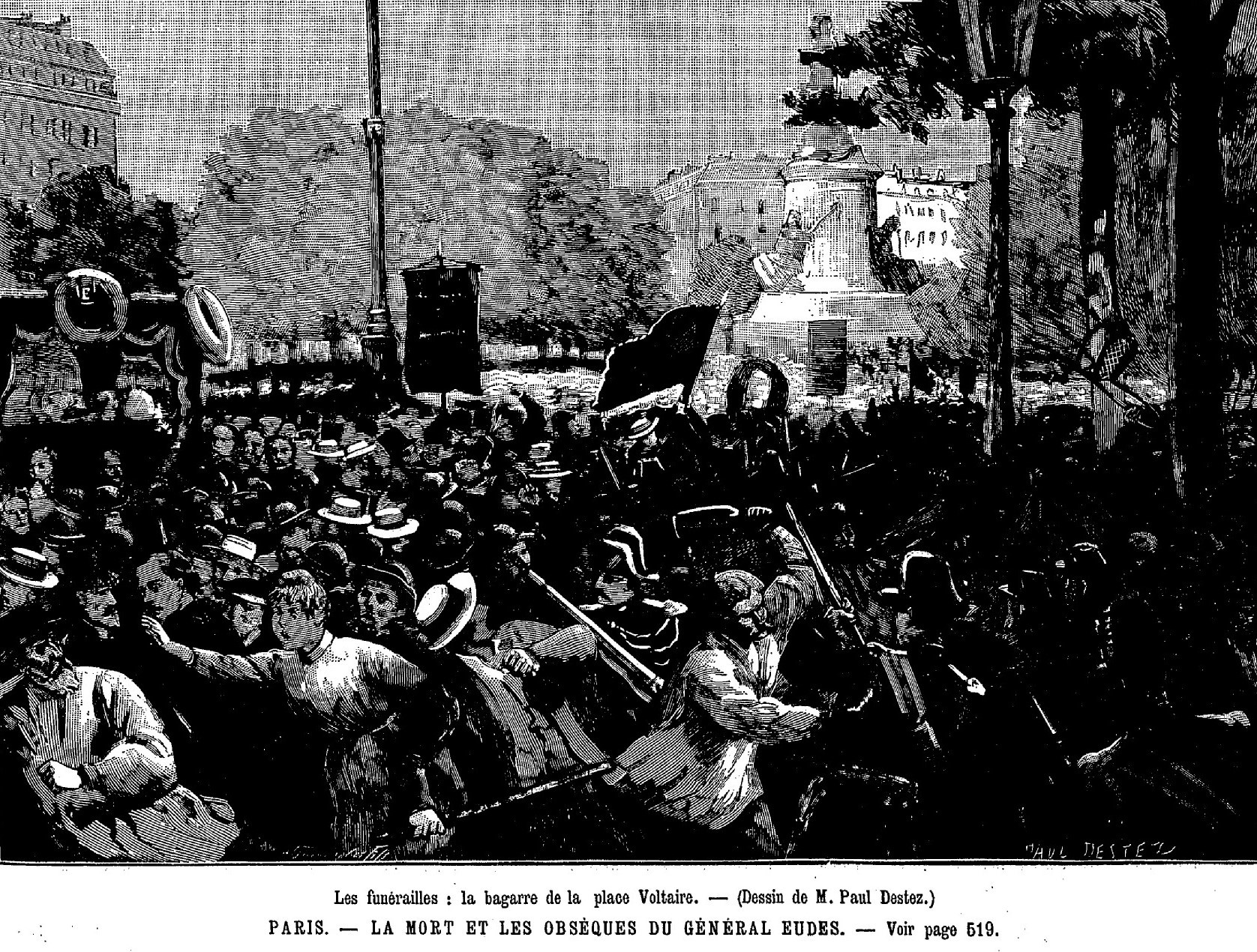
Funérailles de Émile Eudes (bagarre place Voltaire).

Le 16 mars 1889, une concession gratuite à perpétuité est octroyée par arrêté préfectoral.

### Notices biographiques
- Jules Clère, Les hommes de la Commune : Biographie complète de tous ses membres, Paris, Libraire-éditeur É. Dentu, 1871, xiv-195, 1 vol. in-18 (OCLC 457798492, lire en ligne sur Gallica), p. 82-84
- Paul Delion, Les membres de la Commune et du Comité central, Paris, A. Lemerre éditeur, août 1871, 446 p. (lire en ligne sur Gallica), p. 319-324
- Bernard Noël, Dictionnaire de la Commune, Coaraze, L'Amourier éditions, coll. « Bio », avril 2021 (1re éd. 1971), 799 p. (ISBN 978-2-36418-060-4, ISSN 2259-6976, présentation en ligne), p. 325-327
- « Notice Eudes Émile, François, Désiré. Pseudonymes Deschamps, Gaïfer ou Sed », sur maitron.fr, Le Maitron, dictionnaire bibliographique du mouvement ouvrier et du mouvement social, Association Les Amis du Maitron (consulté le 7 août 2021)